# Zeyyat Selimoğlu
Zeyyat Selimoğlu (* 31. März 1922 in Istanbul; †  1. Juli 2000 ebenda) war ein türkischer Schriftsteller, Poet und Übersetzer.
Nach dem Besuch der deutschen Schule in Istanbul studierte er Jura an der Universität Istanbul.
Er übersetzte unter anderem Werke von Heinrich Böll, Friedrich Dürrenmatt und Johann Wolfgang von Goethe ins Türkische.

## Auszeichnungen
- 1970: Sait-Faik-Literaturpreis für Direğin Tepesinde Bir Adam
- 1994: Haldun-Taner-Preis für Derin Dondurucu İçin Öykü

## Werke (Auswahl)
- Koca Denizde İki Nokta (1973)
- Karaya Vurdu Deniz (1975)
- Yavru Kayık (1979)
- Derin Dondurucu İçin Öykü (1995)